# Tóváros
A Komárom-Esztergom vármegyei Tóváros a Tatai járásban elhelyezkedő Tata város része 1950 óta, előtte Komárom vármegye Tatai járásában lévő nagyközség volt.

## Elhelyezkedése
Tóváros 1950. óta Tata városa belterületének keleti felét alkotja az Öreg-tó partján. Az 1-es főút és az 1128-as mellékúttalálkozásánál található. A Budapest–Hegyeshalom–Rajka-vasútvonalon két vasúti megállási pontja van: Tata (korábban Tata-Tóváros) vasútállomás és Tóvároskert megállóhely.

## Jelene
Tata városnak a központja Tóvárosba került át a településegyesítés után, Az Erzsébet tér, az Országgyűlés tér és az Ady Endre utca (Kristály Szálló) környékére.

## Története
Borovszky Samu szerint: Tóváros, magyar nagyközség, úgyszólván össze van építve Tatával. Történetök is közös, s fejlődésük ugyanazon tényezők befolyása alatt ment végbe. Házainak száma az utolsó népszámláláskor 610 volt. Lakosainak száma a következőképpen oszlik meg: róm. kath. 3638, ref. 585, izrael 442. Portája, távírója és vasúti állomása helyben van és ez utóbbi Tata-Tóváros néven ismeretes. Van itt egy róm. kath. templom, mely a kapuczinus atyáké, és 1744-ben épült zárdájukkal kapcsolatos. A mult század elején polgári és katonai kórháza volt, majolika- és edénygyára, 2-3 márványbányája, nyolcz vízimalma és deszkametsző malma. Itt van Fischer Arthur kályha- és terrakotta-gyára, Melschmidt Gy. örököseinek fehértimár-telepe, Vessel Sámuel és fia, Pál flanel- és daróczposztógyára, Szarvas Gyula eczetgyára, Leopold Sándor fiai bőrgyára, Pollák Sándor pokrócz-, szőnyeg- és tarisznyagyára, a gróf Esterházy uradalom pezsgőgyára, falborító és hornyolt cserép- gőztéglagyára. 137Egyéb intézményei az önkéntes tűzoltó-egyesület, a nőegylet, a lovászegyesület, az építő- és famunkások szakegyesülete, nyaralótelepi bizottság, vasúti osztálymérnökség, polgári kör. Újabb időben különösen a nyaralók keresik fel szívesen. Állandóan 16° R hideg fürdője van, lóverseny-idomító futópálya, lóversenytér, a hol a lovaregylet évenként, gróf Esterházy Ferencz védnöksége alatt, lóversenyeket rendez, 10 versenyistálló, 300-400 darab lóval, és 1871 óta honvédlaktanya. Kavicsos, homokos és agyagos talaja jó minőségű asztali bort szolgáltat. Nagykiterjedésű angolpark, 45 holdnyi halastóval és ugyancsak egy nagyobb, 600 holdnyi halastó, mely a két várost egymástól elválasztja.

## Műemlékek, látnivalók
- Angolkert
- Angyal-forrási-barlang
- Szent Imre-templom
- Tükör-forrási-barlang

## Oktatási intézmények
- Talentum Általános Iskola, Gimnázium és Kézműves Szakiskola

## Nevezetes személyek
- Spelletich Bódog (1815–1890)
- Fejes Sándor (1907–1977), kertészmérnök
- Jakus Lajos
- Ujj József
- Kaptay József
- Berkes József